# Gibsoniothamnus ficticius
Gibsoniothamnus ficticius är en tvåhjärtbladig växtart som beskrevs av J.F.Morales. Gibsoniothamnus ficticius ingår i släktet Gibsoniothamnus och familjen Schlegeliaceae. Inga underarter finns listade i Catalogue of Life.